# Hairspray Live!
Hairspray Live! es un especial de televisión emitido en directo el 7 de diciembre de 2016 en la  NBC . Producido por Craig Zadan y Neil Meron, y presentado por Darren Criss, es una representación de la nueva adaptación del musical de Broadway de 2002  Hairspray.

## Producción
Hairspray Live!  Sirvió como la cuarta entrada de NBC en su serie de transmisiones musicales hechas para la televisión, detrás de 'The Wiz Live!', 'Peter Pan Live!', y 'The Sound of Music Live!'. Al igual que sus predecesores, fue producido por Craig Zadan y Neil Meron. El proyecto fue desvelado por el director de entretenimiento de la NBC Bob Greenblatt durante una gira de prensa de   Television Critics Association en enero de 2016. En respuesta a los primeros informes de que NBC estaba considerando una versión en vivo de The Music Man, Greenblatt declaró que "la gente ha estado diciendo a mí desde The Wiz : «Haz este espectáculo,Haz ese espectáculo». «He oído títulos poco conocidos y títulos famosos. No todo va a ser un gran nombre para toda la audiencia. No creo que haya un número infinito de estos que se puede hacer. Pero todavía lo estamos haciendo». Explicó que la producción no trataría de emular la película de 2007 (también producido por Zadan y Meron), pero que habría estado encantado si John Travolta hubiera repetido su papel en ella.
Kenny Leon volvió a ser el director de The Wiz, y se unió a Alex Rudzinski, que codirigió Grease: Live para Fox. Hairspray en vivo está descubriendo cómo perfeccionar el Live Musical vf-hslive | El musical fue adaptado para la televisión por Harvey Fierstein (Harvey Fierstein)]. El musical fue adaptado para la televisión por Harvey Fierstein (Harvey Fierstein) Del libro original por Mark O'Donnell y Thomas Meehan (escritor) Thomas Meehan. Jerry Mitchell, el coreógrafo de la versión de Broadway de "Hairspray", también estuvo involucrado con la adaptación. # "Kenny Leon, Jerry Mitchell y Harvey Fierstein traerán a 'Hairspray' a la vida para NBC, fecha de la difusión fijada", Playbill, 18 de febrero de 2016 </ ref> En contraste con los musicales anteriores de NBC, Hairspray vivo! Fue producido del Universal Studios backlot; Greenblatt explicó que una "cantidad justa" del espectáculo sería puesta en escena en entornos al aire libre, y por lo tanto "tener una verdadera exuberancia al aire libre". Además, las audiencias vivas fueron integradas en escenas relevantes como suplementos en el escenario, tales como espectadores en Baltimore, y como la audiencia del estudio de  El Corny Collins Show . Clement, Olivia. -audience-and-new-songs# "Exclusivo: 'Hairspray Live!' Para ofrecer audiencia en vivo y nuevas canciones"], Playbill, 26 de abril de 2016 (Una versión instrumental de la canción, sin embargo, se oye muy brevemente como un poco de música de fondo.) </ref>
Además de adaptar el libro, Fierstein repitió su interpretación de Edna Turnblad del musical de Broadway; Greenblatt sentía que su actuación de Edna era "icónica", y que su implicación con "Hairspray vivo!" forma "el círculo completo". La NBC realizó el casting para el papel principal de Tracy Turnblad a través de una llamada abierta en la ciudad de Nueva York, con la esperanza de repetir el "fenomenal descubrimiento" de Shanice Williams para  The Wiz . El papel fue a la estudiante universitaria de segundo año Maddie Baillio, como su primer papel profesional, se anunció que Ricky Lake y Marissa Jaret Winokur (que interpretaron a Tracy Turnblad en la película de Hairspray en 1988 y La versión de Broadway respectivamente) harían apariciones cameo; Gioia, Michael. "Ariana Grande y Jennifer Hudson Will Duet en 'Hairspray Live!' [Ariana Grande y Jennifer Hudson se Duet en 'Hairspray Live!' [Ariana Grande y Jennifer Hudson Will Duet en 'Hairspray Live!' y el lago aparecieron como empleados de la boutique del Sr. Pinky. Darren Criss sirvió como un anfitrión del aire, recibiendo una mitad- En la NBC con Kristin Chenoweth y Sean Hayes, así como los informes de detrás de las escenas a lo largo de la emisión en vivo.

## Reparto
Reparto principal
- Maddie Baillio como Tracy Turnblad.
- Dove Cameron como Amber Von Tussle.
- Ariana Grande como Penny Pingleton.
- Harvey Fierstein como Edna Turnblad.
- Kristin Chenoweth como Velma Von Tussle.
- Jennifer Hudson como Motormouth Maybelle.
- Garrett Clayton como Link Larkin.
- Ephraim Sykes como Seaweed J. Stubbs
- Derek Hough como Corny Collins.
- Martin Short como Wilbur Turnblad.
- Shahadi Wright Joseph como Little Inez.

Reparto secundario
- Paul Vogt como Harriman F. Spritzer
- Andrea Martin como Prudence "Prudy" Pingleton.[5]
- Billy Eichner como Rob Barker.[6]
- Sean Hayes como Mr. Pinky[7]
- Rosie O'Donnell como Health Ed Teacher.[7]

### Miembros del Consejo
- Riley Costello como  Brad.
- Marissa Heart como Tammy.
- Mason Trueblood como Fender.
- Jacque Lewarne como Brenda.
- Ricky Schroeder como Sketch.
- Helene Britany como Shelley.
- Sam Faulkner como I.Q.
- Kelli Ann Erdmann como Lou Ann.
- Katherine Roarty como Kooks.
- Heather Tepe como Belle.
- Tommy Martinez como Corey.
- Karl Skyler Urban como Jon.

|
Los dinamitas
- Kamilah Marshall
- Judine Somerville
- Shayna Steele

Motormouth Niños
- Joshua Alexander as James.
- Will B. Bell es Duane.
- Joanna Jones es Genie Mae.
- Tiana Okoye es Lorraine.
- Amos Oliver III es Thad.
- Re'sean Pates es Jackie.
- Rhon Saunders es Gilbert.

Conjuntos Varios
- Zack Everhart, Annie Gratton, Thomasina Gross, Allie Meixner, Eliotte Nicole, Tyler Parks, Andrew Pirozzi, Joy Marie Thomas, Keenan Washington, and Jason Williams.

|}
Cameos
- Ricki Lake (Tracy Turnblad in the original 1988 film) y Marissa Jaret Winokur (original Tracy Turnblad on Broadway) es Mr. Pinky's Girls.[4]

## Números musicales
Los números musicales de la lista de temas de la banda sonora.
| Acto I - "Good Morning Baltimore" – Tracy - "The Nicest Kids in Town" – Corny and Council Members - "Mama, I'm a Big Girl Now" – Edna, Tracy, Prudy, Penny, Velma, and Amber - "I Can Hear the Bells" – Tracy - "(The Legend of) Miss Baltimore Crabs" – Velma and Council Members - "Ladies' Choice" - Corny - "It Takes Two" – Link and Tracy - "Velma's Revenge" - Velma - "Welcome to the 60's" – Tracy, Edna, The Dynamites, and Mr. Pinky - "Run and Tell That!" – Seaweed and Little Inez - "Big, Blonde and Beautiful" – Motormouth | Acto II - "(You're) Timeless to Me" – Edna and Wilbur - "Good Morning Baltimore (Reprise)" – Tracy - "Without Love" – Tracy, Link, Penny, Seaweed, and Ensemble - "I Know Where I've Been" – Motormouth - "(It's) Hairspray" – Corny and Council Members - "Cooties" – Amber and Council Members - "You Can't Stop the Beat" – Tracy, Link, Penny, Seaweed, Edna, Wilbur, Motormouth, Velma, Amber, and Company Bis - "Come So Far (Got So Far to Go)" – Ariana Grande y Jennifer Hudson |

## Doblaje
| Personaje                                       | Actor original (Estados Unidos) | Actor de doblaje (Hispanoamérica)     |
| ----------------------------------------------- | ------------------------------- | ------------------------------------- |
| Tracy Turnblad                                  | Maddie Baillio                  | Marianela Davalos                     |
| Penny Lu Pingleton                              | Ariana Grande                   | Melina Cereseto                       |
| Edna Turnblad                                   | Harvey Fierstein                | Federico Maidana                      |
| Wilbur Turnblad                                 | Martin Short                    | Gruben Fandub                         |
| Link Larkin                                     | Garrett Clayton                 | Federico Maidana                      |
| Amber Von Tussle                                | Dove Cameron                    | Jesica Gyonce Gonzalez                |
| Seaweed                                         | Ephraim Sykes                   | Ignacio Pereira                       |
| Velma Von Tussle                                | Kristin Chenoweth               | Ivette Jellybean                      |
| Corny Collins                                   | Derek Hough                     | Tao Marti                             |
| Motormouth Maybelle                             | Jennifer Hudson                 | Daniela Villegas                      |
| Shahadi Wright Joseph                           | Little Inez                     | ¿?                                    |
| Prudy Pingleton                                 | Andrea Martin                   | Por confirmar...                      |
| SR. Pinky                                       | Sean Hayes                      | Por confirmar...                      |
| Profesora GYM                                   | Rosie O'Donnell                 | Alba Campos                           |
| Bob Barker                                      | Billy Eichner                   | Por confirmar...                      |
| Harriman F. Spritzer                            | Paul Vogt                       | Por confirmar...                      |
| Créditos técnicos                               |                                 |                                       |
| Estudio de doblaje                              | Estudio de doblaje              | Home Studio, Buenos Aires (Argentina) |
| Director de doblaje                             | Director de doblaje             | Federico Maidana / Maira Zanchez      |
| Traductor                                       | Traductor                       | Federico Maidana                      |
| Adaptador                                       | Adaptador                       | Federico Maidana                      |
| Doblaje al español producido por Todo en latino |                                 |                                       |

## Números musicales Doblados
Los números musicales de la lista de temas de la banda sonora en Latino.
Acto I
- "Buen Dia Baltimore" Interpretado por: Marianela Davalos – Tracy

- "Los Chicos Buenos Del Lugar" Interpretado por: Por Confirmar... – Corny Collins

- "Mami Ya creci" Interpretado por: Marianela Davalos, Melina Cereseto, Jesica Gonzalez, Federico Maidana, Ivette Jellybean – Edna, Tracy, Prudy, Penny, Velma y Amber

- "Puedo Escuchar" Interpretado por: Marianela Davalos – Tracy

- "(La Leyenda de) Miss Baltimore Crabs" Interpretado por: Ivette Jellybean – Velma
- "Soy Tu Eleccion" Interpretado por: Por Confirmar... - Corny Collins

- "Somos Dos" Interpretado por: Marianela Davalos y Federico Maidana –Link y Tracy

- "Venganza de Velma" Interpretado por: Ivette Jellybean - Velma

- "Conoce los 60" Interpretado por: Marianela Davalos, Federico Maidana, ¿? ¿? – Tracy, Edna, The Dynamites, y Sr. Pinky

- "Cuentalo Ya!" Interpretado por: Azael Sanchez y Por confirmar... – Seaweed y Little Inez

- "Grande, Rubia Y Hermosa" Interpretado por: Por Confirmar... – Motormouth

Acto II
- "(Edna) Eterno es Mi Amor" Interpretado por: Federico Maidana, Gruben Fandub - Edna y Wilbur

- "Buen Dia Baltimore (Reprise)" Interpretado por: Marianela Davalos – Tracy

- "Sin Amor" Interpretado por: Marianela Davalos y Federico Maidana,Azael Sanchez,Melina Cereseto – Tracy, Link, Penny, Seaweed

- "Se Que Estado Ahi" Interpretado por: Por Confirmar... – Motormouth

- "(Es) Hairspray" Interpretado por: Por Confirmar... – Corny Collins

- "Piojos" Interpretado por: Jesica Gonzalez – Amber

- "No Podras Parar" Interpretado por: Marianela Davalos y Federico Maidana,Azael Sanchez,Melina Cereseto, Gruben Fandub,Ivette Jellybean, Agustina Asia – Tracy, Link, Penny, Seaweed, Edna, Wilbur, Motormouth, Velma, Amber, y compañía.

Bis
- "Lejos A Llegar (Tengo que ir tan lejos)" Interpretado por: Melina Cereseto y ¿? – Ariana Grande y Jennifer Hudson

## Reception

### Respuesta crítica
Hairspray Live!  Recibió críticas positivas en su mayoría. En Rotten Tomatoes, el especial tiene una calificación del 79% basada en 24 revisiones, con una  promedio de 8.2 / 10. El consenso del sitio afirma: "Hairspray Live!" Brilla con actuaciones sobresalientes, una historia atractiva y canciones que dejan brillar a sus estrellas." It has a score of 66 from 14 critics on Metacritic, indicating "generally favorable reviews".
El periódico The New York Times escribió evaluando: «La NBC juntó algunos artistas talentosos con unas voces afinadas pero sacrificó la cohesión cohesión por atiborrar el encuentro con demasiado encrespamiento.... Sólo Jennifer Hudson, que interpretó a  Motormouth Maybelle, mostró la real fortaleza de este musical ganador de un Tony, llevándolo a la rendición final de  'I Know Where I've Been'... » notó que Baillio «lo hizo muy bien, aunque ningún principiante lo va a completar con voces como las de la señora Hudson y Kristin Chenoweth...»
El crítico de Variety escribió que "tomó unos cuantos números musicales para acomodarse a un ritmo, pero una vez que lo hizo (la energía parecía entrar en acción con" Welcome to the 60s "), el musical se convirtió fácilmente en el mejor que NBC ha intentado. Para imaginar un mejor casting para la producción.Jennifer Hudson robó el show ... Ariana Grande, estrella de pop certificable, salió como MVP del espectáculo, actuando como un compañero fiable y descuidada y, una vez que la situación lo requiriera, demostraba diva. Fierstein era predeciblemente grande ... Martin Short ... encontró el perfil correcto para sí mismo como Wilbur. "
El evaluador de TV Ratings Guide escribió que la producción "fue realmente una gran experiencia hasta el final". Elogiaron a todo el elenco, afirmando que "el casting era sólo de primera clase", y alabó Grande y Hudson en particular. Ellos nombraron "You Can not Stop the Beat" el mejor momento musical de la noche y declararon que "realmente lo sacaron del parque". Afirmaron que "NBC realmente ensambló algo increíble aquí".
El A.V. El revisor del club escribió que "Como un comentario social, la producción de esta noche de Hairspray Live !, estaba casi impecable". Afirmaron que Dove Cameron y Ephraim Sykes eran "consistentemente divertidos de ver", y que Chenoweth y Hudson "eran los ladrones de escena más grandes". Dijeron que Fierstein, Short y Martin "también eran maravillosos". Ellos clasificaron la transmisión un B +.

### Espectadores
Hairspray Live! fue visto por 9,05 millones de espectadores, con una cuota de pantalla de 2.3 en los demográficos (18-49), y 5.9 en cuota general. Fue el programa más visto de la noche, con datos similares a Peter Pan. Una emisión no programada, emitida el 27 de diciembre, fue vista por 2,5 millones de espectadores.